# Бытантай
Бытанта́й — река в Якутии, левый приток Яны.

## Общая информация
Длина реки — 586 км, площадь бассейна — 40,2 тыс. км². Берёт начало на восточном склоне Верхоянского хребта и протекает большей частью в его отрогах. Протекает по территории Кобяйского, Эвено-Бытантайского и Верхоянского районов.
Питание снеговое и дождевое.
Наиболее крупные притоки: Бильлях, Тэнки — справа; Хобол, Аччыгый-Саккырыр, Улахан-Саккырыр, Кулгага-Суох, Аллах — слева. В бассейне свыше 2 тыс. озёр.

## Гидрология
Среднегодовой расход воды в 20 км от устья составляет 152,96 м³/с. Среднемесячные расходы воды (данные наблюдений с 1937 по 1999 год):
| Средний расход воды (м³/с) реки Бытантай по месяцам с 1937 по 1999 гг. (замеры производились на гидрологическом посту в 20 км от устья) |

## Данные водного реестра
По данным государственного водного реестра России и геоинформационной системы водохозяйственного районирования территории РФ, подготовленной Федеральным агентством водных ресурсов:
- Бассейновый округ — Ленский
- Речной бассейн — Яна
- Речной подбассейн — Яна ниже впадения Адычи
- Водохозяйственный участок — Бытантай